# Jim Yong Kim
Jim Yong Kim (Seül, 8 de desembre de 1959) és un metge coreà americà, escollit com el 17è president de la prestigiosa universitat Dartmouth College. En el passat, ha estat catedràtic de Medicina i de Salut Pública i director del departament d'Afers de Salut Global i Salut Pública a la Harvard Medical School. Juntament amb Paul Farmer, Todd McCormack, Thomas J. White and Ophelia Dahl va fundar el Partners in Health i en fou el director executiu. El 2 de març de 2009, Kim fou proclamat 17è President del Dartmouth College, un càrrec assumit formalment l'1 de juliol del 2009. Kim fou el primer americà d'origen asiàtic én assumir el carrer de president d'una de les universitats integrants de la Ivy League.
Fou el 12è president del Banc Mundial des de l'1 de juliol del 2012 fins a l'1 de febrer del 2019.